# Караван-сарай Мултані

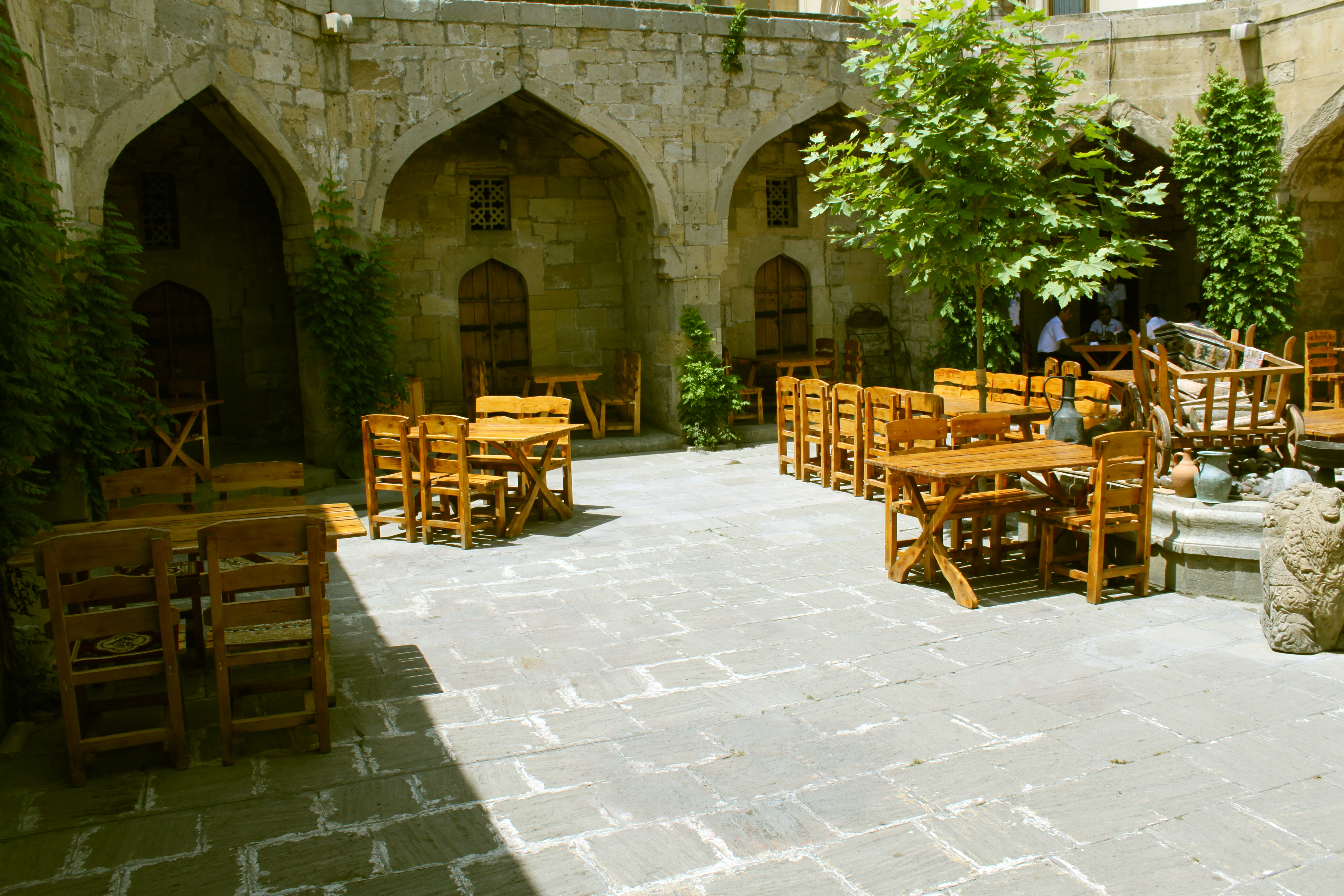
Караван-Сарай Мултані

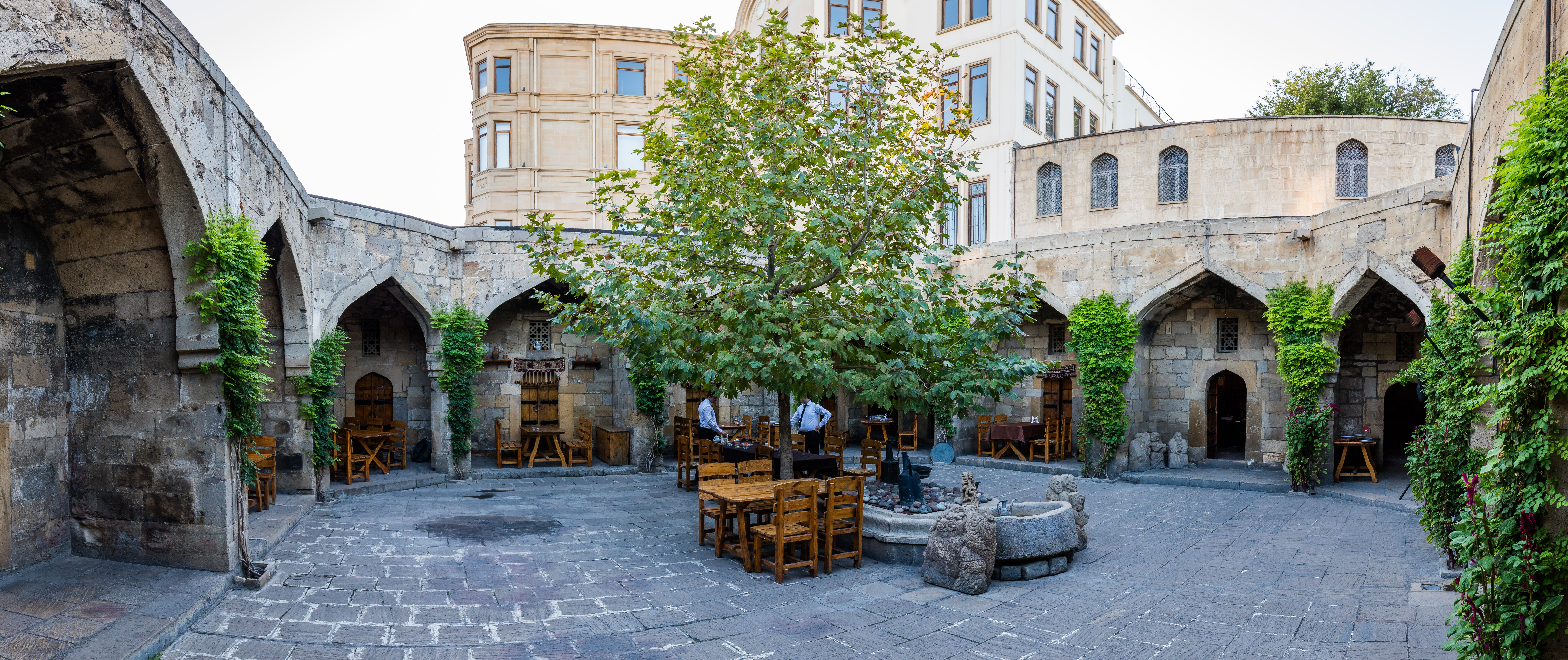
Ресторан у караван-сараї

Караван-сарай Мултані — історична пам'ятка в Баку, Азербайджан. Був створений в XIV столітті. Знаходиться навпроти Бухарського Караван-сараю .
Караван-сарай Мултані був побудований для індійських купців — вогнян, які приїздили з міста Мултан в Індії (сучасна територія Пакистану). Передбачається, що ці люди побудували храм вогнепоклонників " Атешгях "

## Будівля
Караван-сарай має квадратну форму, а конструкції будівлі виконана в старовинному стилі. У дворі багато балконів. У внутрішньому дворику знаходився колодязь. По периметру будівлі розташовувалися келії для індивідуального проживання. Також у караван-сараї були стайні і господарські прибудови.
Нижній поверх караван-сараю розташований під землею, він складається з трьох великих залів, у нижній поверх є три входи. Нижній поверх був призначений для продажу тварин. Один з входів нижнього поверху виходить до Дівочої вежаі.
Двері в Караван-сараї, на ім'я Sim Sim, також незвичайні, тому що нагадують знамениті двері «Сім-Сім» у казці «Алібаба та сорок розбійників». На стінах висять старовинні азербайджанські килими, прикраси, а також картини, що зображують Баку. Головна мета — створити ідею про давню та багату історію Азербайджану.
Нині караван-сарай оголошений Міністерством культури і туризму Азербайджану загальнонаціональною архітектурною пам'яткою.